# 阿特尼
阿特尼（Athni），是印度卡纳塔克邦Belgaum县的一个城镇。总人口39200（2001年）。

## 人口
该地2001年总人口39200人，其中男性19896人，女性19304人；0—6岁人口5367人，其中男2766人，女2601人；识字率66.84%，其中男性为74.56%，女性为58.89%。